# 直轄殖民地
直轄殖民地（英語：Crown colony），也稱皇家殖民地（英語：Royal colony），是昔日大英帝國轄下的一種殖民地制度。
直轄殖民地由君主任命的總督統治。19世紀中葉以前，君主聽從殖民地部大臣的建議任命總督。大英帝國首個直轄殖民地（當時稱為皇家殖民地［Royal Colony］）是維珍尼亞殖民地；英格蘭王國於1624年撤銷維珍尼亞公司的皇家特許狀，直接管轄該地。
19世紀中葉以先，「直轄殖民地」主要用於稱呼英國以戰爭奪得的殖民地，例如千里達和多巴哥、英屬圭亞那、香港；後來，除了英屬印度諸省和拓殖地以外，「直轄殖民地」這名字也廣泛用於其他殖民地，例如上下加拿大、紐芬蘭、英屬哥倫比亞、新南威爾斯、昆士蘭、南澳州、塔斯曼尼亞、維多利亞州、西澳州、紐西蘭，這些殖民地後來成為自治領。
直轄殖民地於《1981年英國國籍法令》頒佈後被英國屬土（英語：British dependent territory，又譯英國屬地）取代，2002年改稱英國海外領土至今。
現時的皇家屬地（英語：Crown Dependencies）從來未被視作直轄殖民地。萌島於1765年由英国君主成為领主，而海峽群島是諾曼底公國的殘餘領土。皇家屬地的政府奉行君主立憲制，並自願與英國政府在某些範疇合作。

## 分類
直轄殖民地可按自治程度分為三個種類：
- 附設民選議會的殖民地，如百慕達、牙買加、錫蘭、不列顛哥倫比亞、斐濟。
- 附設委任議會的殖民地，如英属洪都拉斯、塞拉利昂、格林納達、香港(1985年前)
- 由總督直接管治的殖民地，如巴蘇陀蘭、直布羅陀、聖赫勒拿島、新加坡殖民地、檳城殖民地

## 列表
此列表列出各直轄殖民地a：
| 徽章   | 殖民地                     | 英文名稱            | 起                                   | 止                         | 地位改變原因                       | 現狀                                                     |
| ------ | -------------------------- | ------------------- | ------------------------------------ | -------------------------- | ---------------------------------- | -------------------------------------------------------- |
|        | 亞丁                       |                     | 1937年                               | 1967年                     | 成為南阿拉伯聯邦亞丁州的一部份     | 也門共和國亞丁市                                         |
|        | 巴蘇陀蘭                   |                     | 1884年                               | 1964年                     | 成為英國保護國                     | 萊索托王國                                               |
|        | 百慕達                     |                     | 1684年                               | 1981年                     | 成為英國屬土                       | 英國海外領土                                             |
|        | 英屬貝專納                 | Bechuanaland !      | 1885年                               | 1895年                     | 成為開普殖民地的一部份             | 南非共和國的一部份                                       |
|        | 英屬圭亞那                 |                     | 1831年                               | 1966年                     | 獨立成國                           | 圭亞那合作共和國                                         |
|        | 英屬洪都拉斯 → 貝里斯      | Belize !            | 1884年                               | 1981年                     | 獨立成國                           | 貝里斯                                                   |
|        | 加拿大聯合省               | Canada !            | 1841年                               | 1867年                     | 成為加拿大自治領的一部份           | 加拿大的一部份                                           |
|        | 開普殖民地                 |                     | 1806年                               | 1910年                     | 成為南非聯邦的一部份               | 南非共和國的一部份                                       |
|        | 开曼群岛                   |                     | 1962年                               | 1981年                     | 成為英國屬土                       | 英國海外領土                                             |
|        | 錫蘭                       |                     | 1815年                               | 1948年                     | 成為錫蘭自治領                     | 斯里蘭卡民主社會主義共和國                               |
|        | 英屬哥倫比亞               | Columbia !          | 1866年                               | 1871年                     | 成為加拿大自治領的一部份           | 加拿大英屬哥倫比亞省                                     |
|        | 康涅狄格                   |                     | 1636年                               | 1776年                     | 成為美利堅合眾國的一部份           | 美利堅合眾國康涅狄格州                                   |
|        | 塞浦路斯                   |                     | 1914年                               | 1960年                     | 獨立成國                           | 塞浦路斯共和國                                           |
|        | 特拉華                     |                     | 1664年                               | 1776年                     | 成為美利堅合眾國的一部份           | 美利堅合眾國特拉華州                                     |
|        | 東佛羅里達                 |                     | 1763年                               | 1783年                     | 割讓予西班牙                       | 美利堅合眾國佛羅里達州的一部份                           |
|        | 福克蘭群島                 |                     | 1841年                               | 1981年                     | 成為英國屬土                       | 英國海外領土                                             |
|        | 佐治亞                     |                     | 1732年                               | 1776年                     | 成為美利堅合眾國的一部份           | 美利堅合眾國喬治亞州、密西西比州、阿拉巴馬州的一部份     |
|        | 直布罗陀                   |                     | 1713年                               | 1981年                     | 成為英國屬土                       | 英國海外領土                                             |
|        | 香港                       |                     | 1841年                               | 1981年                     | 成為英國屬土                       | 中華人民共和國香港特別行政區                             |
|        | 牙買加                     |                     | 1865年                               | 1962年                     | 獨立成國                           | 牙買加                                                   |
|        | 肯雅                       |                     | 1920年                               | 1963年                     | 與肯雅保護領聯合，獨立建國         | 肯雅共和國                                               |
|        | 納閩                       |                     | 1846年                               | 1890年                     | 由北婆羅公司管治                   | 馬來西亞納閩聯邦直轄區                                   |
| 1906   | 納閩                       | 1946                | 併入北婆羅洲                         |                            |                                    | 馬來西亞納閩聯邦直轄區                                   |
| 1946年 | 納閩                       | 1963年              | 成為馬來西亞聯邦的一部份             |                            |                                    | 馬來西亞納閩聯邦直轄區                                   |
|        | 下加拿大                   |                     | 1791年                               | 1841年                     | 成為加拿大省的一部份               | 加拿大的一部份                                           |
|        | 馬爾他                     |                     | 1813年                               | 1964年                     | 獨立成國                           | 馬耳他國                                                 |
|        | 馬里蘭                     |                     | 1632年                               | 1776年                     | 成為美利堅合眾國的一部份           | 美利堅合眾國馬里蘭州                                     |
|        | 麻薩諸塞灣                 |                     | 1692年                               | 1776年                     | 成為美利堅合眾國的一部份           | 美利堅合眾國麻薩諸塞州                                   |
|        | 納塔爾                     |                     | 1843年                               | 1910年                     | 成為南非聯邦的一部份               | 南非共和國夸祖魯-納塔爾省                                  |
|        | 紐芬蘭                     |                     | 1854年                               | 1907年                     | 成為紐芬蘭自治領                   | 加拿大紐芬蘭-拉布拉多省                                  |
|        | 新罕布夏                   |                     | 1692年                               | 1776年                     | 成為美利堅合眾國的一部份           | 美利堅合眾國新罕布什尔州                                 |
|        | 新澤西                     |                     | 1702年                               | 1776年                     | 成為美利堅合眾國的一部份           | 美利堅合眾國新澤西州                                     |
|        | 新南威爾斯                 |                     | 1788年                               | 1901年                     | 成為澳洲聯邦的一部份               | 澳洲聯邦新南威爾斯省                                     |
|        | 紐約                       |                     | 1691年                               | 1776年                     | 成為美利堅合眾國的一部份           | 美利堅合眾國紐約州                                       |
|        | 紐西蘭                     |                     | 1841年                               | 1907年                     | 成為紐西蘭自治領                   | 紐西蘭王國                                               |
|        | 北婆羅洲                   |                     | 1946年                               | 1963年                     | 成為馬來西亞聯邦的一部份           | 馬來西亞沙巴                                             |
|        | 北卡羅萊納                 |                     | 1729年                               | 1776年                     | 成為美利堅合眾國的一部份           | 美利堅合眾國北卡羅萊納州                                 |
|        | 賓夕凡尼亞                 |                     | 1681年                               | 1776年                     | 成為美利堅合眾國的一部份           | 美利堅合眾國賓夕凡尼亞州                                 |
|        | 魁北克省                   |                     | 1763年                               | 1791年                     | 劃分成上加拿大、下加拿大和西北領地 | 加拿大和美利堅合眾國的一部份                             |
|        | 昆士蘭                     |                     | 1824年                               | 1901年                     | 成為澳洲聯邦的一部份               | 澳洲聯邦昆士蘭省                                         |
|        | 羅德島與普洛威頓斯莊園     |                     | 1706年                               | 1776年                     | 成為美利堅合眾國的一部份           | 美利堅合眾國羅德島與普洛威頓斯莊園州                     |
|        | 聖克里斯多福-尼維斯-安圭拉 |                     | 1980                                 | 1981                       | 成為英國屬土                       | 獨立國家：聖克里斯多福及尼維斯聯邦、英國海外領土：安圭拉 |
|        | 砂拉越                     |                     | 1946年                               | 1963年                     | 成為馬來西亞聯邦的一邦             | 砂拉越                                                   |
|        | 塞拉利昂                   |                     | 1808年                               | 1961年                     | 獨立成國                           | 塞拉利昂共和國                                           |
|        | 南澳州                     |                     | 1834年                               | 1901年                     | 成為澳洲聯邦的一部份               | 澳洲聯邦南澳州                                           |
|        | 南卡羅萊納                 |                     | 1729年                               | 1776年                     | 成為美利堅合眾國的一部份           | 美利堅合眾國南卡羅萊納州                                 |
|        | 海峽殖民地                 |                     | 1786年                               | 1946年                     | 檳城殖民地成為馬來亞聯邦的一部份   | 馬來西亞檳城州                                           |
| 1826年 | 海峽殖民地                 | 1963年              | 新加坡殖民地成為馬來西亞聯邦的一部份 | 新加坡共和國               |                                    |                                                          |
| 1826年 | 海峽殖民地                 | 1946年              | 馬六甲殖民地成為馬來亞聯邦的一部份   | 馬來西亞馬六甲             |                                    |                                                          |
| 1857年 | 海峽殖民地                 | 1955年              | 科科斯（基林）群島轉移至澳洲         | 澳洲科科斯（基林）群島領地 |                                    |                                                          |
| 1874年 | 海峽殖民地                 | 1937年              | 天定成為馬來聯邦的一部份             | 馬來西亞霹靂州曼絨市       |                                    |                                                          |
| 1888年 | 海峽殖民地                 | 1957年              | 聖誕島轉移至澳洲                     | 澳洲聖誕島領地             |                                    |                                                          |
| 1906年 | 海峽殖民地                 | 1946年              | 納閩併入北婆羅洲                     | 馬來西亞納閩聯邦直轄區     |                                    |                                                          |
|        | 范迪門斯地 → 塔斯曼尼亞    | Tasmania !          | 1803年                               | 1901年                     | 成為澳洲聯邦的一部份               | 澳洲聯邦塔斯馬尼亞州                                     |
|        | 上加拿大                   |                     | 1791年                               | 1841年                     | 成為加拿大省的一部份               | 加拿大的一部份                                           |
|        | 溫哥華島                   |                     | 1848年                               | 1866年                     | 與英屬哥倫比亞合併                 | 加拿大英屬哥倫比亞省的一部份                             |
|        | 維多利亞                   |                     | 1851年                               | 1901年                     | 成為澳洲聯邦的一部份               | 澳洲聯邦維多利亞州                                       |
|        | 維珍尼亞                   |                     | 1624年                               | 1776年                     | 成為美利堅合眾國的一部份           | 美利堅合眾國維珍尼亞州                                   |
|        | 天鵝河殖民地 → 西澳州      | Western Australia ! | 1829年                               | 1901年                     | 成為澳洲聯邦的一部份               | 澳洲聯邦西澳州                                           |
|        | 西佛羅里達                 |                     | 1763年                               | 1783年                     | 割讓予西班牙                       | 美利堅合眾國佛羅里達州的一部份                           |

^a 來源：本條目含有現在屬於公有領域的書籍：大不列顛女王陛下出版署（Great Britain Her Majesty's Stationery Office）公眾資訊署（Office of Public Sector Information）《Chronological Table of the Statutes》

### 引用
1. ↑  . U.S. Library of Congress.   [2013-06-22]. （原始内容存档于2012-07-20）.
2. ↑  . Compact Oxford English Dictionary.   [2013-06-22]. （原始内容存档于2020-03-13）.
3. ↑  Jenks, p. 70.
4. ↑  Porter, p. 477.
5. ↑  History of Parliament: Parliament of Trinidad and Tobago （页面存档备份，存于） - Parliament of Trinidad and Tobago.
6. ↑  Olson, p. 343.
7. ↑  . www.legislation.gov.uk.   [2014-09-17]. （原始内容存档于2016-01-30）.
8. ↑  參見：《1985年香港法令 （页面存档备份，存于）》
9. 1 2 3 4 5 6  參見：《1963年馬來西亞法令》
10. 1 2  參見：《1957年馬來亞聯邦獨立法令》
11. ↑  參見：《1965年新加坡獨立聲明 （页面存档备份，存于）》和英國《1966年新加坡法令 （页面存档备份，存于）》
12. ↑  .   [2014-09-17]. （原始内容存档于2015-11-03）.
13. ↑  .   [2014-09-17]. （原始内容存档于2016-06-25）.